# Lanital
A fibra têxtil lanital representada símbolo (K) é uma fibra artificial de origem proteica, derivada da caseína do leite. Esta fibra tem o seu uso restrito a fios para sutura devido a sua melhor absorção pelo organismo, outras finalidades não são usuais pela ética alimentar envolvida.